# みやこパラダイス

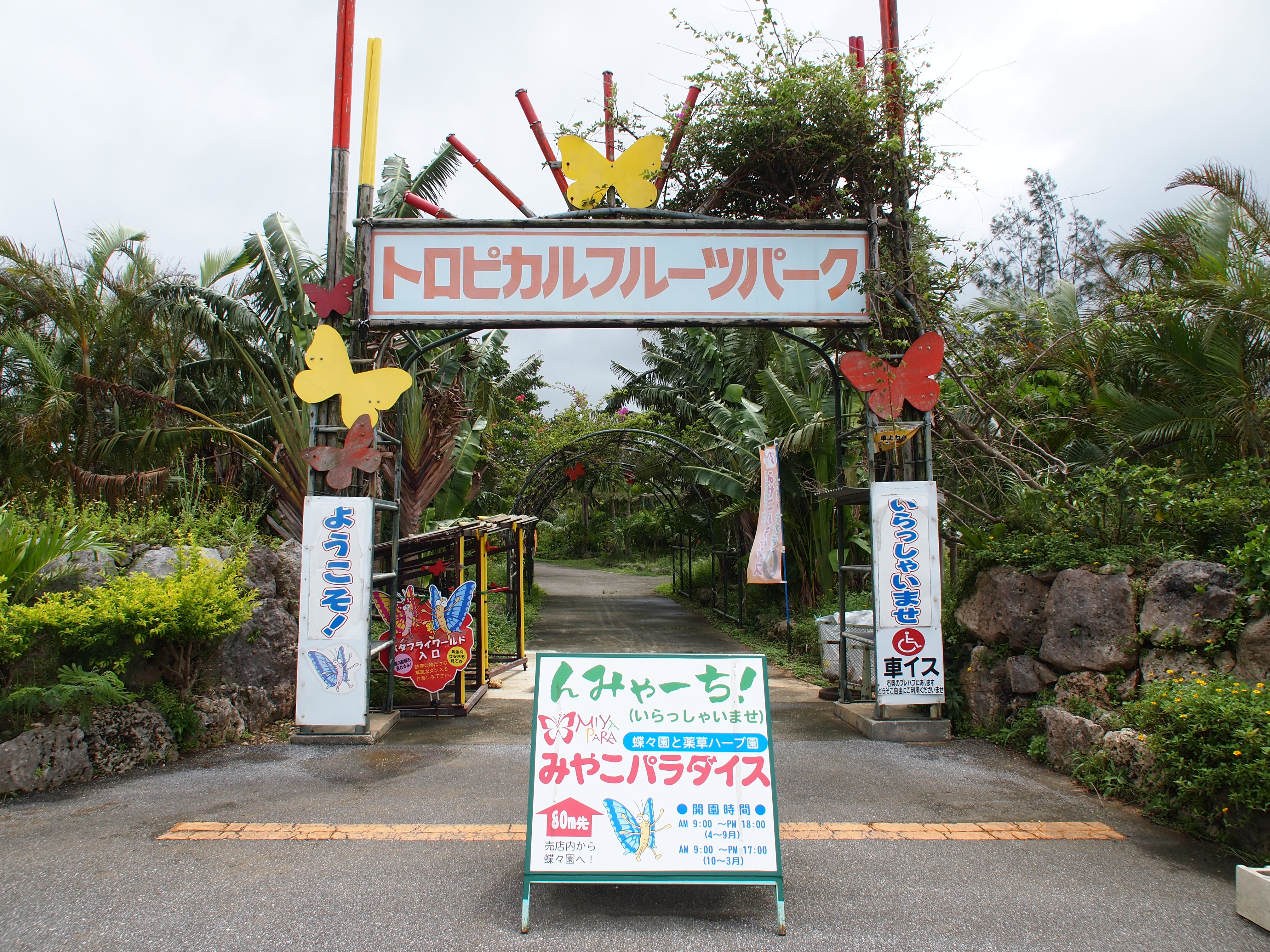
みやこパラダイス

みやこパラダイスは、かつて沖縄県宮古島市上野字野原にあったチョウの展示施設（蝶園）を中心とするテーマパークである。

## 沿革
1995年（平成7年）7月に、有限会社パラダイスプランが旧宮古郡上野村の観光農園トロピカルフルーツパーク内の一部を賃貸して開園。オオゴマダラ、シロオビアゲハ、リュウキュウアサギマダラ等の亜熱帯に分布するチョウを生体展示する蝶々園を中心に、薬草ハーブ園、土産品店、レストラン等を備えていた。
2006年（平成18年）のピーク時には、団体バスツアー客などを中心に年間売上高が1億5000万円、来園者数が7万人に上ったが、2010年（平成22年）には年間売上が1億円、来園者数が5万5000人にまで減少。このため、2011年（平成23年）4月にレストランを閉鎖して菓子工場に改装。同年11月30日には蝶々園及び土産品店も閉鎖し、みやこパラダイス全体が閉園した。
なお、トロピカルフルーツパークは、みやこパラダイスの閉園後も利用可能である。また、みやこパラダイスの跡地には、宮古島市伝統工芸品センターが新築移転し、2014年（平成26年）5月に開館している。

## 交通
- 自動車 - 宮古空港から沖縄県道190号平良新里線を上野方面へ約4km（約7分）[7]。